# Tomayquichua
Tomayquichua es una localidad de Perú. Es capital del distrito de Tomay Kichwa en la provincia de Ambo, departamento de Huánuco. Se encuentra a aproximadamente 19 kilómetros de la ciudad de Huánuco y a 4,5 km de Ambo. Está a una altitud de 2041 m s. n. m.

## Galería

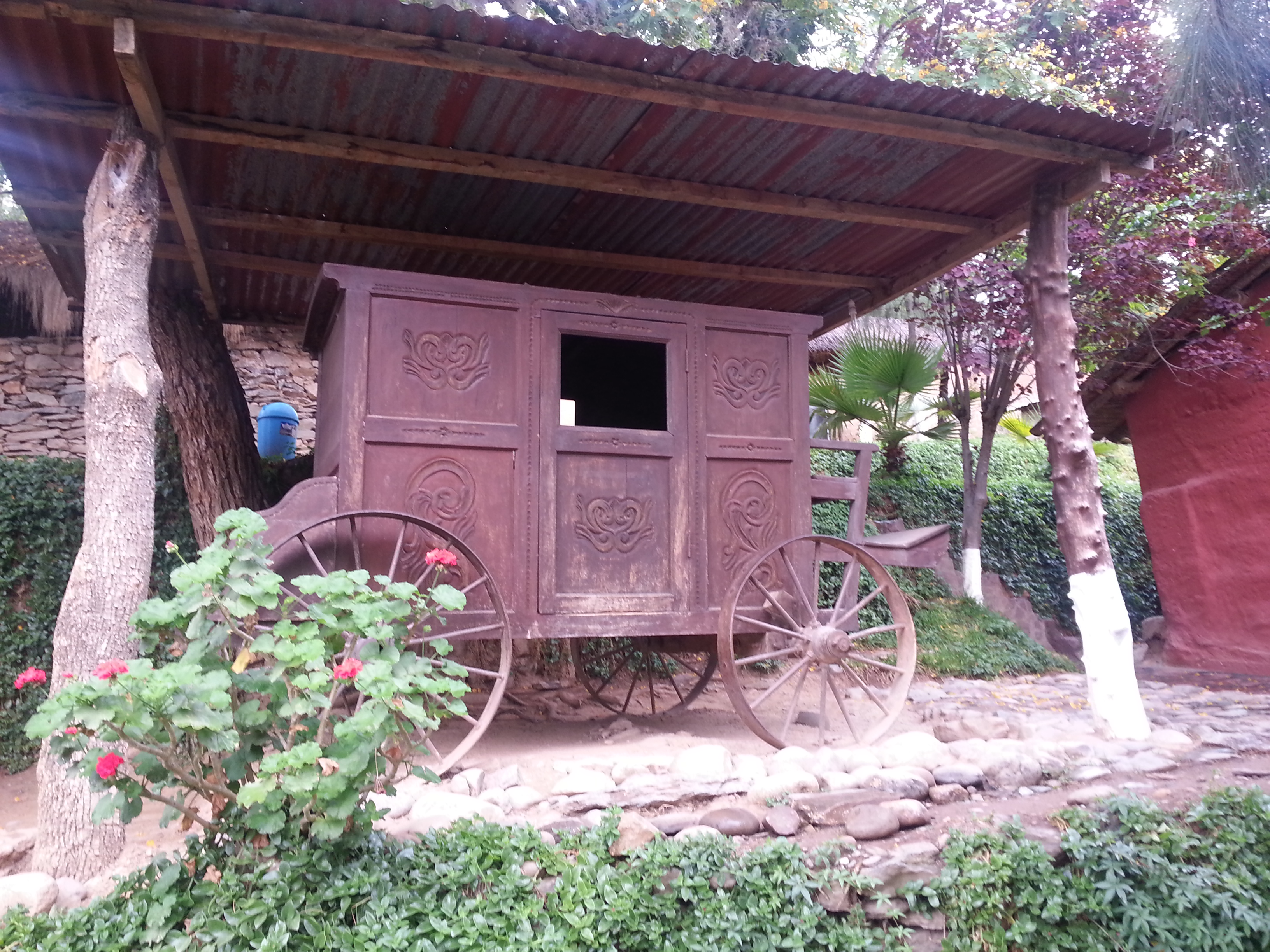
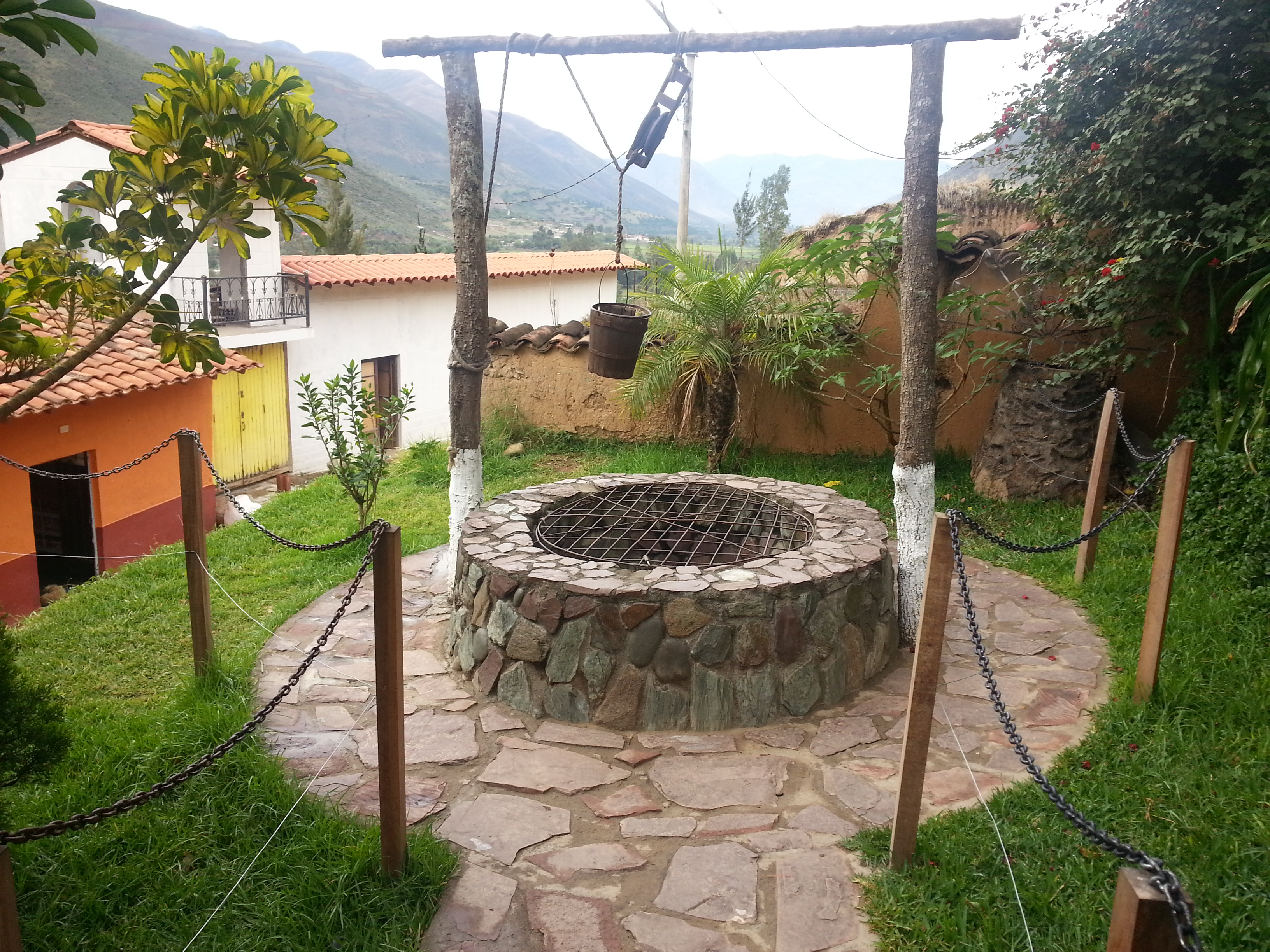
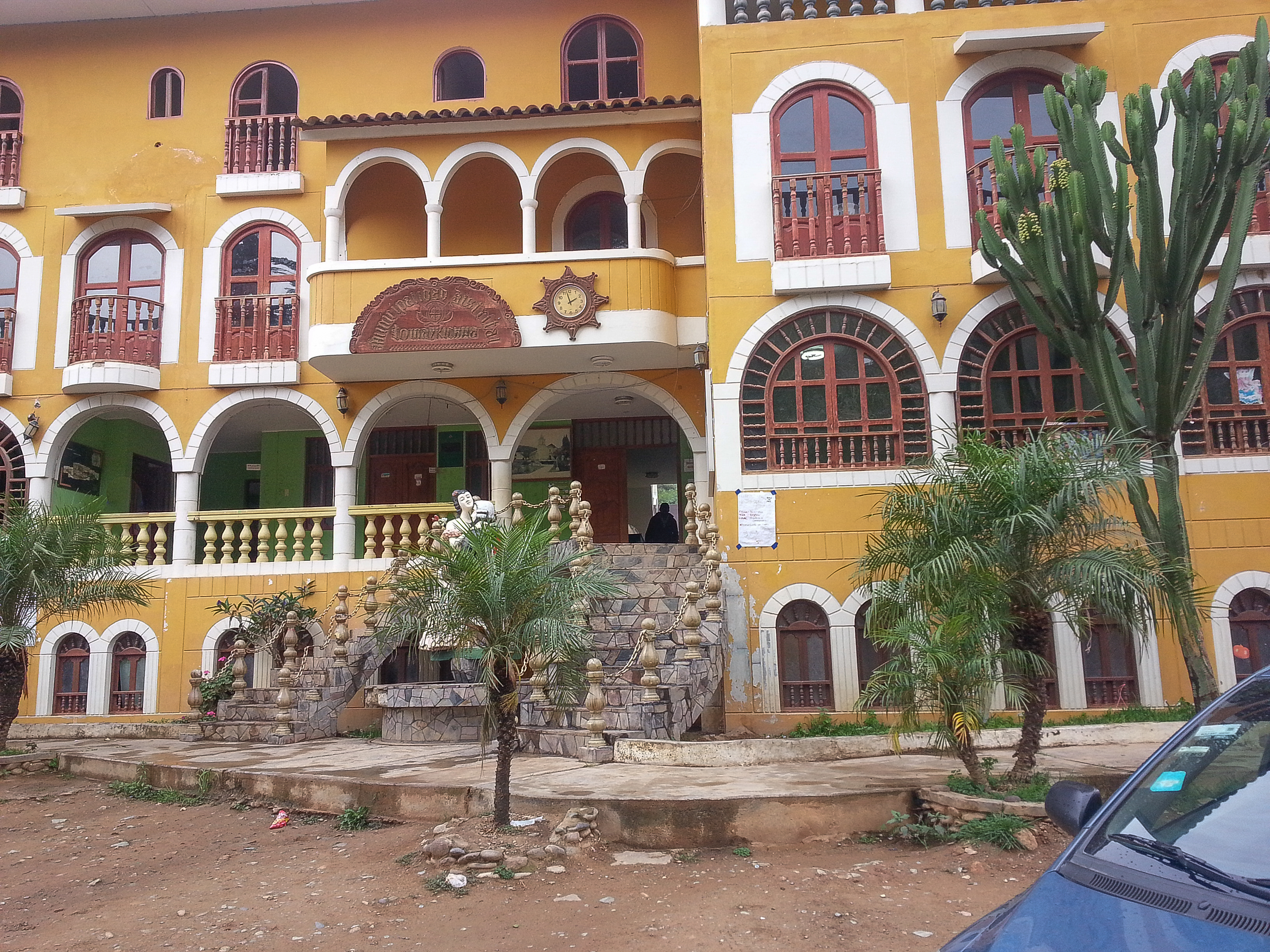
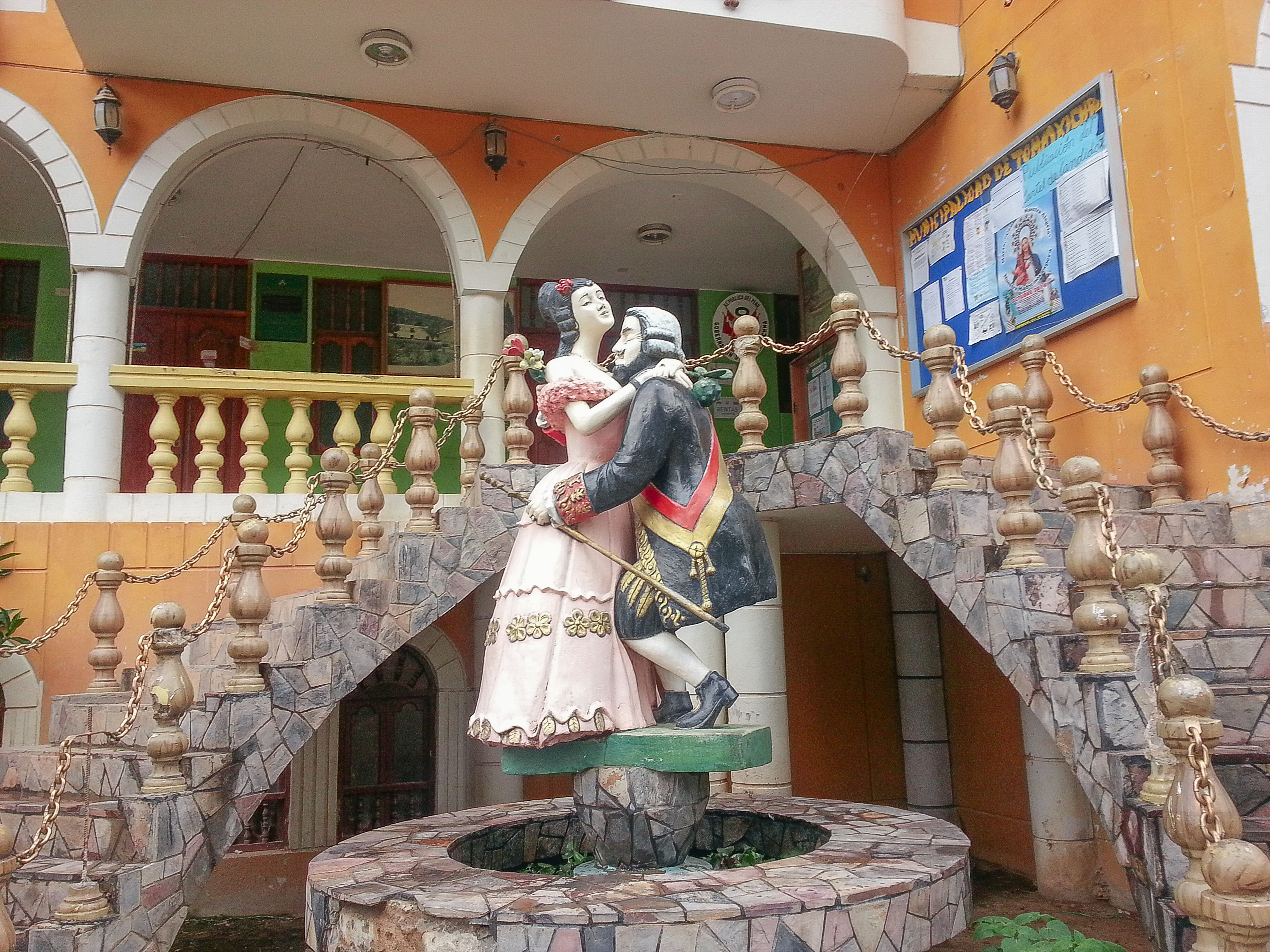

## Clima
| Parámetros climáticos promedio de Tomayquichua | Parámetros climáticos promedio de Tomayquichua | Parámetros climáticos promedio de Tomayquichua | Parámetros climáticos promedio de Tomayquichua | Parámetros climáticos promedio de Tomayquichua | Parámetros climáticos promedio de Tomayquichua | Parámetros climáticos promedio de Tomayquichua | Parámetros climáticos promedio de Tomayquichua | Parámetros climáticos promedio de Tomayquichua | Parámetros climáticos promedio de Tomayquichua | Parámetros climáticos promedio de Tomayquichua | Parámetros climáticos promedio de Tomayquichua | Parámetros climáticos promedio de Tomayquichua | Parámetros climáticos promedio de Tomayquichua |
| Mes                                            | Ene.                                           | Feb.                                           | Mar.                                           | Abr.                                           | May.                                           | Jun.                                           | Jul.                                           | Ago.                                           | Sep.                                           | Oct.                                           | Nov.                                           | Dic.                                           | Anual                                          |
| ---------------------------------------------- | ---------------------------------------------- | ---------------------------------------------- | ---------------------------------------------- | ---------------------------------------------- | ---------------------------------------------- | ---------------------------------------------- | ---------------------------------------------- | ---------------------------------------------- | ---------------------------------------------- | ---------------------------------------------- | ---------------------------------------------- | ---------------------------------------------- | ---------------------------------------------- |
| Temp. máx. media (°C)                          | 27.5                                           | 28                                             | 28                                             | 26.5                                           | 23                                             | 19.5                                           | 19                                             | 19                                             | 19.5                                           | 21                                             | 23                                             | 25.5                                           | 23.3                                           |
| Temp. mín. media (°C)                          | 18.5                                           | 19                                             | 18.5                                           | 17                                             | 16                                             | 14                                             | 14                                             | 13                                             | 13.5                                           | 14                                             | 15.5                                           | 16.5                                           | 15.8                                           |
| Fuente: Accuweather                            |                                                |                                                |                                                |                                                |                                                |                                                |                                                |                                                |                                                |                                                |                                                |                                                |                                                |